# Yavuz
Yavuz ist ein männlicher Vorname, der auch als Familienname auftritt.

## Herkunft und Bedeutung
Der Name Yavuz ist türkischer Herkunft und kann verschiedene Bedeutungen haben.
- „grauenhaft“, „finster“, „Bosheit“, „ungezähmt“[1][2]
- „frech“, „stark“, „schön“[2]
- „hart“, „heftig“, „schwierig“, „scharf“[2]
- „ausgezeichnet“, „bunt“, „außergewöhnlich“[2]
- „gut“, „schön“[2]
- „mutig“, „großzügig“[2]

## Verbreitung
Yavuz ist in der Türkei sehr verbreitet. Seit dem Jahr 1990 gehört der Name jedoch nicht mehr zu den 100 beliebtesten Jungennamen.

## Namensträger

### Osmanische Zeit
- Selim I., genannt Yavuz (1470–1520), seit 1512 Sultan des Osmanischen Reiches

### Vorname
- Yavuz Abadan (1905–1967), türkischer Rechtswissenschaftler und Politiker
- Yavuz Baydar (* 1956), türkischer Journalist und Blogger
- Yavuz Bingöl (* 1964), türkisch-alevitischer Volksmusiker
- Yavuz Can (* 1987), türkischer Sprinter
- Yavuz Ekinci (* 1979), türkischer Schriftsteller
- Yavuz Eraydın (* 1976), türkischer Fußballspieler
- Yavuz Karakoç (* 1988), türkischer Eishockeyspieler
- Ali Yavuz Kol (* 2001), türkischer Fußballspieler
- Yavuz Kurtulmus (* 1980), türkisch-österreichischer Kurator und Filmfestivalleiter
- Yavuz Özkan (* 1985), türkischer Fußballtorhüter
- Yavuz Özoguz (* 1959), türkisch-deutscher Verfahrensingenieur und Autor
- Yavuz Özsevim (* 1990), türkischer Fußballspieler

### Familienname
- Bülent Yavuz (1950–2021), türkischer Fußballschiedsrichter, -funktionär und TV-Kommentator
- Emre Yavuz (Pianist) (* 1990), türkischer Pianist
- Emre Yavuz (Fußballspieler) (* 1992), türkischer Fußballspieler
- Emre Yavuz (Radsportler) (* 1996), türkischer Radrennfahrer
- Erdinç Yavuz (* 1978), türkischer Fußballspieler
- Hakan Yavuz (* 1997), türkischer Fußballspieler
- İbrahim Yavuz (* 1982), türkischer Fußballspieler
- Kamuran Yavuz (* 1947), türkischer Fußballspieler und -trainer
- Karaman Yavuz (* 1958), deutscher Filmregisseur und -autor
- Meriç Yavuz (* 1965), türkischer Fußballspieler
- Meryem Yavuz (* 1983), türkische Kamerafrau
- Mustafa Yavuz (* 1994), österreichischer Fußballspieler
- Seval Yavuz (* 1970), türkisch-alevitische Sängerin und Sazspielerin
- Yiğit Yavuz (* 1996), türkischer Fußballspieler
- Yüksel Yavuz (* 1964), kurdischstämmiger Autorenfilmer

## Weitere Namensverwendung

### Schiffe
- Yavuz Sultan Selim, seit 1930 osmanischer Schlachtkreuzer (ex. SMS Goeben), später als Schlachtkreuzer Yavuz in der türkischen Marine
- Yavuz (Schiff, 1987), seit 1987 Fregatte der türkischen Marine
- Yavuz (Schiff, 2011), Bohrschiff des türkischen Unternehmens Türkiye Petrolleri Anonim Ortaklığı, siehe GustoMSC P10.000

### Bauwerke
- Yavuz-Sultan-Selim-Brücke, Brücke über den Bosporus in Istanbul
- Yavuz-Sultan-Selim-Moschee, Moschee in Mannheim